# Provinz Huamanga
Die Provinz Huamanga gehört zur Verwaltungsregion Ayacucho in Südzentral-Peru. Sie besitzt eine Fläche von 2981 km². Beim Zensus 2017 wurden in der Provinz 282.194 Einwohner gezählt. Im Jahr 2007 betrug die Einwohnerzahl 221.390, im Jahr 1993 163.197. Verwaltungssitz ist die Großstadt Ayacucho (Huamanga).

## Geographische Lage
Die Provinz Huamanga liegt im Norden der Region Ayacucho. Die Provinz erstreckt sich über das Andenhochland. Entlang der östlichen Provinzgrenze verläuft der Río Pampas. Ein Großteil der Provinz wird über den Río Cachi nach Norden zum Río Mantaro hin entwässert.
Die Provinz Huamanga grenzt im Norden an die Provinz Huanta, im Osten an die Provinz La Mar und die Region Apurímac. Im Süden liegen die Nachbarprovinzen Vilcas Huamán und Cangallo. Westlich der Provinz liegt die Region Huancavelica.

## Verwaltungsgliederung
Die Provinz Huamanga besteht aus 16 Distrikten. Der Distrikt Ayacucho ist Sitz der Provinzverwaltung.
| Distrikt                          | Verwaltungssitz     |
| --------------------------------- | ------------------- |
| Acocro                            | Acocro              |
| Acos Vinchos                      | Acos Vinchos        |
| Andrés Avelino Cáceres Dorregaray | Jardín              |
| Ayacucho                          | Ayacucho (Huamanga) |
| Carmen Alto                       | Carmen Alto         |
| Chiara                            | Chiara              |
| Jesús Nazareno                    | Las Nazarenas       |
| Ocros                             | Ocros               |
| Pacaycasa                         | Pacaycasa           |
| Quinua                            | Quinua              |
| San José de Ticllas               | San José de Ticllas |
| San Juan Bautista                 | San Juan Bautista   |
| Santiago de Pischa                | San Pedro de Cachi  |
| Socos                             | Socos               |
| Tambillo                          | Tambillo            |
| Vinchos                           | Vinchos             |